# Astragalus urbanianus
Astragalus urbanianus är en ärtväxtart som beskrevs av Oskar Eberhard Ulbrich. Astragalus urbanianus ingår i släktet vedlar, och familjen ärtväxter. Inga underarter finns listade i Catalogue of Life.